# Obanos
Obanos és un municipi de Navarra, a la comarca de Puente la Reina, dins la merindad de Pamplona. És format pels barris de San Juan, San Lorenzo, San Martín i San Salvador.

## Demografia
| Evolució demogràfica                              | Evolució demogràfica | Evolució demogràfica | Evolució demogràfica | Evolució demogràfica | Evolució demogràfica | Evolució demogràfica | Evolució demogràfica | Evolució demogràfica | Evolució demogràfica | Evolució demogràfica |
| 1996                                              | 1998                 | 1999                 | 2000                 | 2001                 | 2002                 | 2003                 | 2004                 | 2005                 | 2006                 | 2007                 |
| ------------------------------------------------- | -------------------- | -------------------- | -------------------- | -------------------- | -------------------- | -------------------- | -------------------- | -------------------- | -------------------- | -------------------- |
| 750                                               | 759                  | 785                  | 772                  | 805                  | 820                  | 856                  | 875                  | 885                  | 889                  | 918                  |
| Fonts: Obanos i Institut d'Estadística de Navarra |                      |                      |                      |                      |                      |                      |                      |                      |                      |                      |

## Agermanament
- Braud-et-Saint-Louis (País Gavai)